# Uraj
Uraj (ros. Урай) – miasto w Rosji, w Chanty-Mansyjskim Okręgu Autonomicznym - Jugrze. Administracyjnie Uraj nie wchodzi w skład żadnego rejonu, stanowiąc, podobnie jak inne duże miasta Okręgu, miasto wydzielone Chanty-Mansyjskiego OA - Jugry.
Miasto leży w miejscu, gdzie rzeka Kołosja wpada do rzeki Konda i liczy 40.571 mieszkańców (2005 r.).

## Historia
Uraj został założony w roku 1922 przez osadników ze środkowej Rosji jako niewielka wioska. W 1960 r. w pobliżu tej osady odkryto bogate złoża ropy naftowej i gazu ziemnego, co zaowocowało bardzo szybkim rozwojem Uraja. Już w 5 lat od odkrycia złóż Uraj otrzymał prawa miejskie.

## Gospodarka
Gospodarka miasta jest ściśle związana z eksploatacją ropy naftowej i gazu ziemnego, istnieją także zaczątki innych gałęzi przemysłu, m.in. drzewnego.